# Cyrtomaia griffini
Cyrtomaia griffini is een krabbensoort uit de familie van de Inachidae. De wetenschappelijke naam van de soort is voor het eerst geldig gepubliceerd in 1990 door Richer de Forges & Guinot.